# Linda Deutsch

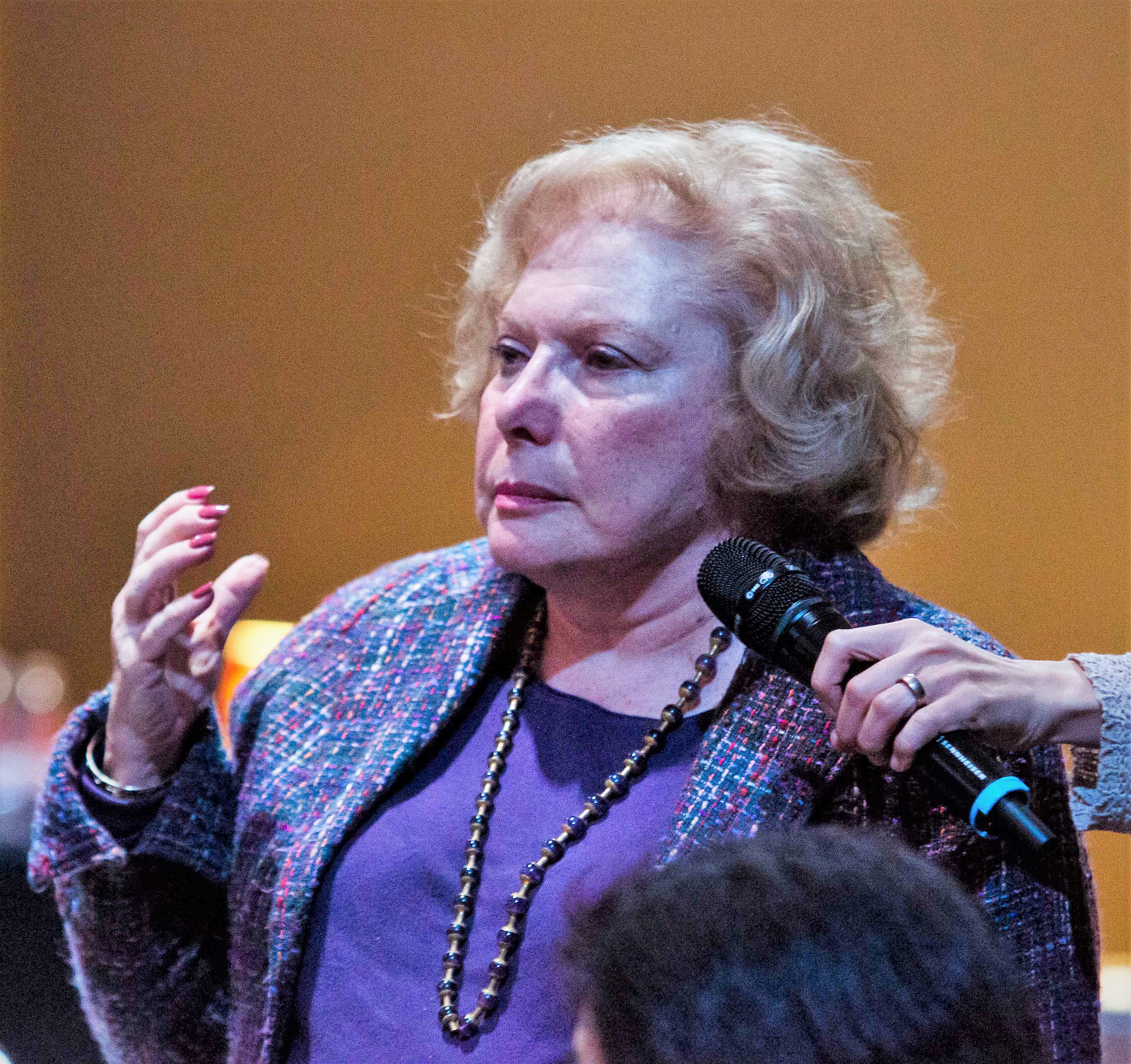
Linda Deutsch bei Neon Tommy.

Linda Deutsch (* 24. September 1943, Perth Amboy, New Jersey; † 1. September 2024, Los Angeles, Kalifornien) war eine US-amerikanische Journalistin, die für Associated Press (AP) arbeitete und zu zahlreichen Gerichtsprozessen berichtete von 1967 bis zu ihrer Pensionierung 2014, inklusive der hochkarätigen Prozesse von Charles Manson, Sirhan Sirhan, O. J. Simpson und Michael Jackson.

## Leben

### Jugend und Ausbildung
Deutsch wurde am 24. September 1943, in Perth Amboy, New Jersey, geboren und wuchs in der Jersey Shore community of Bradley Beach. Sie begann sich im Alter von 12 Jahren für Journalismus zu interessieren, als sie einen Newsletter für einen Elvis-Presley-Fanclub gründete. Sie erwarb einen Abschluss an der Asbury Park High School und 1965 an der Monmouth University, wo sie einen Bachelor in Englisch erhielt. Sie wurde von ihrem Onkel, selbst ein Zeitungsherausgeber, ermutigt, als Journalistin zu arbeiten, obwohl zu der Zeit im Journalismus keine Frauen vertreten waren.

### Karriere
Noch in ihrer College-Zeit volontierte Deutsch einen Sommer lang bei den Perth Amboy Evening News. In jenem Sommer berichtete sie im Alter von 20 Jahren über den Bürgerrechtsmarsch 1963 auf Washington und hörte Martin Luther Kings Rede „I Have a Dream“. Ihr Bericht über das Ereignis war ihre erste Titelseite. Nach ihrem Abschluss zog sie nach Südkalifornien und arbeitete für kurze Zeit beim The San Bernardino Sun.
Als Deutsch im Januar 1967 zum ersten Mal zur Associated Press kam, war sie die einzige Frau im Los Angeles-Büro. Über ihre Erfahrungen als Frau im Journalismus sagte sie 2015: „Ich persönlich wurde nie belästigt… Ich hatte in dieser Hinsicht großes Glück, aber ich denke, es lag daran, dass die Kollegen sahen, dass ich den Job machen konnte. Man belästigt niemanden, der einen gut dastehen lässt. Und so gab es die einzige Diskriminierung wirklich bei der Bezahlung und bei den Aufgaben“ („I personally was never harassed... I was very fortunate in that aspect, but I think it was because [the colleagues] saw that I could do the job. You don’t harass somebody that’s making you look good. And so the only discrimination, really, was in pay and in assignments“). Im Laufe ihrer Karriere stieg sie die Karriereleiter hinauf und erhielt 1992 den Titel einer Sonderkorrespondentin (special correspondent), eine Auszeichnung, die seit der Gründung der AP im Jahr 1846 nur 18 Reportern verliehen worden war.
Deutsch berichtete über die Ermordung von Robert F. Kennedy (1968) und die Prozesse von Kennedys Mörder Sirhan Sirhan (1969), Sektenführer Charles Manson (1970–1971), Angela Davis (1971–1972), Aktivist Daniel Ellsberg (1973), Bankräuberin Patty Hearst (1976), die Exxon Valdez-Ölkatastrophe (1989), den freigesprochenen Doppelmörder O. J. Simpson (1995), Mörder Phil Spector (2009), Sänger Michael Jackson, Schauspieler Robert Blake, Serienmörder Richard Ramirez, und die Vatermörder Lyle und Erik Menendez. Sie wurde für den Pulitzer Prize nominiert für ihre Rolle als Pool Reporter im Simpson-Prozess. Der Prozess war auch ihr erster Auftritt als Fernsehjournalistin; ihre Berichte erfuhren aufgrund des neutralen Rufs von Associated Press weite Verbreitung.
1975 wurde Deutsch nach Guam entsandt, wo sie nach dem Fall von Saigon Evakuierte aus Vietnam interviewte. 1992 berichtete sie über die Rodney King Riots 1992. 1997 machte sie auf einer Lesereise und auf eigene Kosten Werbung für die Memoiren des verstorbenen Theo Wilson (Headline Justice: Inside the Courtroom – The Country’s Most Controversial Trials).
Deutsch ging 2014 in den Ruhestand. 2019 kehrte sie vorübergehend zurück, um mit Simpson über sein Leben nach seiner Inhaftierung wegen eines bewaffneten Raubüberfalls in Nevada im Jahr 2007 zu sprechen. Im selben Jahr stiftete sie auch Journalistenstipendien an ihrer Alma Mater, der Monmouth University, im Wert von 1 Mio. Dollar.

## Persönliches
Deutsch war nie verheiratet und hatte auch keine Kinder. Über ihr Leben sagte sie 2015: „Ich habe einen Patensohn, der mir alles bedeutet. Und ich habe ein sehr erfülltes Leben, aber es beinhaltete nie eine Ehe. Ich glaube, meine Beziehungen gingen hauptsächlich wegen meiner Arbeit in die Brüche“ („I have a godson who means the world to me. And I have a very full life, but it never included marriage. I think my relationships mostly broke up because of my work“).
Bei Deutsch wurde 2022 Bauchspeicheldrüsenkrebs diagnostiziert. Nach einer erfolgreichen Behandlungsrunde trat der Krebs Mitte 2024 erneut auf. Sie starb am 1. September 2024 im Alter von 80 Jahren zu Hause in Los Angeles, umgeben von Familie und Freunden.

## Ehrungen
- Ehrenmedaille der University of Missouri für herausragende Leistungen im Journalismus, 1992 (Honor Medal for Distinguished Service in Journalism)[20]
- Monmouth University Distinguished Alumni Award, 1996[17]
- Society of Professional Journalists “Fellow of the Society”, 2005[21]
- Lifetime Achievement Award der International Women’s Media Foundation, 2015[8]
- Lifetime Achievement Award der Washington Press Club Foundation beim Congressional Dinner am 25. Februar 2016[22]